# Polyrhachis tristis
Polyrhachis tristis é uma espécie de formiga do gênero Polyrhachis, pertencente à subfamília Formicinae.